# Gare de Nankin
La gare de Nankin  est une gare ferroviaire chinoise située à Nankin. Elle a été construite initialement en 1968. Elle était la principale gare de Nankin jusqu'en 2010, avant la construction de la gare de Nankin-Sud.